# Губернаторский
Губернаторский — хутор в Славянском районе Краснодарского края.
Входит в состав Протокского сельского поселения.
В настоящее время в хуторе Губернаторском проживает 337 человек.

## Социальная сфера
Сельский клуб
Магазин смешаных товаров

## География
Расположен в 15 км севернее Славянска-на-Кубани.

## История
Первое упоминание о хуторе, получившим в дальнейшем наименование Губернаторского Славянского района, встречается в Тифлисской летописи 1785 года. В дальнейшем этими землями владел действительный статский советник Н. И. Никулич, занимавший пост вице-губернатора Кубанской области с 1870 по 1888 год.
В «Списках населенной местности Северо-Кавказского края» 1925 года хутор упоминается уже как хутор Губернаторский, в котором в 4 дворах проживало 54 человека.

## Население
| 2002 | 2010 |
| ---- | ---- |
| 291  | ↘287 |